# Tierras Altas de Křižanov
Las tierras altas de Křižanov ( en checo: Křižanovská vrchovina, en alemán: Krischanauer Bergland ) es una montaña y una mesorregión geomorfológica de la República Checa. Se encuentra principalmente en la región de Vysočina.

## Geomorfología
Las Tierras Altas de Křižanov son una mesorregión de las Tierras Altas de Bohemia-Moravia dentro del Macizo de Bohemia. Limita con otras mesorregiones de las tierras altas de Bohemia-Moravia.
Los picos más altos son Harusův kopec a 741 metros sobre el nivel del mar, Špičák a 734 metros, Mařenka a 711 metros, Ještěnice a 710 metros, Havlína a 706 metros y Kyjov a 703 metros.

## Geología
Las tierras altas, junto con las tierras altas del Alto Svratka y el límite de las tierras altas de Jevišovice, forman la parte occidental-morava de la Zona Moldanubia.

## Pedología
La composición principal de la cordillera es migmatita, granito y gneis. El horizonte del suelo es principalmente fluvisol y cambisol.

## Geografía
La zona tiene forma de herradura y se extiende desde Tišnov en el este, hasta Žďár nad Sázavou en el noroeste y Jemnice en el suroeste. Las tierras altas tienen una superficie de 2.722 kilómetros cuadrados y una altura media de 536 metros.
Los ríos que nacen aquí son el Jihlava, el Oslava y el Thaya.
Los asentamientos más poblados del territorio son Jihlava (parte más pequeña), Žďár nad Sázavou, Velké Meziříčí, Nové Město na Moravě, Dačice, Třešť y Velká Bíteš.

## Vegetación
La cordillera está forestada en un 47%, sólo plantaciones - abetos, tilos, arces y abedules.